# Mountain Ash
Mountain Ash (wal. Aberpennar) – miasto w południowej Walii, w hrabstwie Rhondda Cynon Taf (historycznie w Glamorgan), położone nad rzeką Cynon. W 2011 roku liczyło 11 230 mieszkańców.
Miasto rozwinęło się w XIX wieku, jako ośrodek wydobycia węgla.